# Proces lubelskiego PAS
Proces lubelskiego PAS, Proces dwudziestu trzech – proces sądowy dwudziestu trzech uczestników podziemia niepodległościowego, w którym siedmiu z nich skazanych zostało na karę śmierci. Był to pierwszy wielki proces pokazowy w Polsce komunistycznej po 1944.
W 1945 organy komunistycznego bezpieczeństwa dokonały aresztowań wśród członków podziemia niepodległościowego na Lubelszczyźnie. Większość z nich należała do Narodowych Sił Zbrojnych i NZW, a także do jego struktury PAS. Jednym z zarzutów była pacyfikacja 6 czerwca 1945 wsi Wierzchowiny. Niektórzy z oskarżonych nie byli tam wtedy obecni.
Proces rozpoczął się 14 lutego 1946 przed Wojskowym Sądem Okręgowym w Warszawie, nr sprawy W.1692/46, pod przewodnictwem ppłk. A. Janowskiego. 19 marca 1946 na karę śmierci skazani zostali na podst. 1 Dekretu:
- Roman Jaroszyński
- Stanisław Kaczmarczyk
- Kazimierz Łuszczyński
- Zygmunt Roguski
- Władysław Ulanowski
- Zygmunt Wolanin
- Władysław Żwirek

Wszystkich siedmiu było członkami PAS. Prezydent Bierut odmówił im prawa łaski. Wszyscy zostali straceni 24 maja 1946. Ich dokładne miejsce pochówku nie jest znane, choć przypuszcza się, że pochowano ich w pobliżu glinianek, w rejonie obecnej ul. Grójeckiej w Warszawie, w okolicach współczesnego pomnika Obrońców Warszawy we wrześniu 1939. Grób symboliczny znajduje się na Cmentarzu Wojskowym w Warszawie w Kwaterze „na Łączce”.